# Universitätskirche (Budapest)

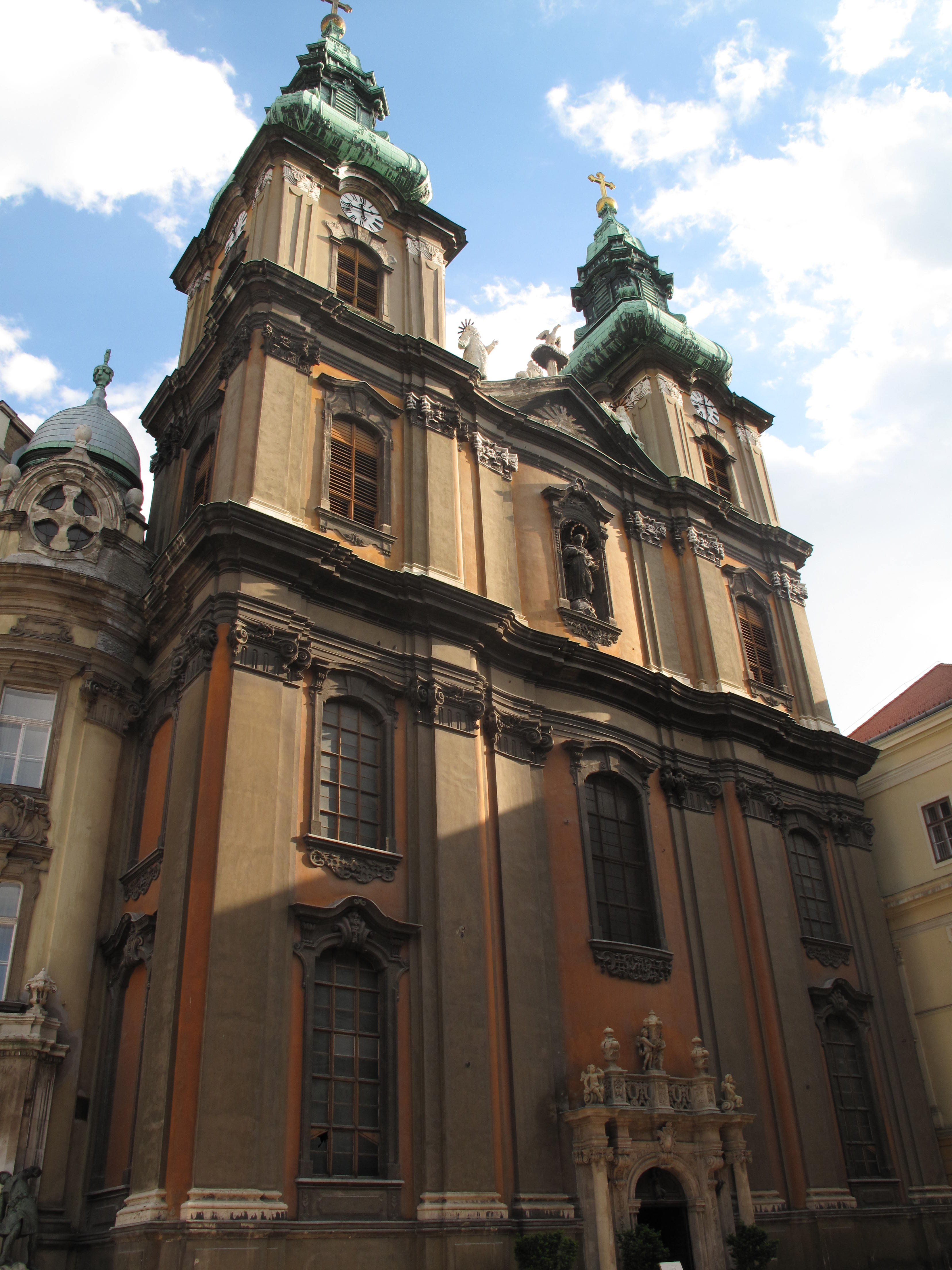
Die Universitätskirche

Die Universitätskirche (ungarisch: Egyetemi templom) in der ungarischen Hauptstadt Budapest, im Süden von Pest im V. Bezirk, gilt als die schönste Barockkirche der Stadt. Errichtet wurde sie in den Jahren 1725 bis 1742 für den Paulinerorden. Allerdings konnten die beiden Türme zu beiden Seiten der Kirche erst 1771 vollendet werden. Die Pläne für das am Egyetem tér gelegene, imposante Bauwerk stammen aus der Feder des österreichischen Baumeisters Andreas Mayerhoffer. Gebaut wurde sie auf den Grundmauern einer türkischen Moschee.

## Bauwerk
Ein eindrucksvoller Dreiecksgiebel ziert die Fassade des Gotteshauses. Auf ihm finden sich Darstellungen der Eremiten Paulus von Theben und Antonius sowie das Wappen des Paulinerordens. Als weiteres finden sich darauf zwei Löwen zwischen denen eine Palme abgebildet ist. Außerdem kann man noch einen Raben finden. Unter dem Giebel hat Mayerhoffer eine Madonna anbringen lassen, die auf einer Weltkugel steht.
Die Universitätskirche ist eine typische einschiffige Wandpfeilerkirche mit geschlossenen Seitenkapellen. Die Darstellungen auf dem Tonnengewölbe der Kirche wurden von Johann Bergl gestaltet. Für seine Szenen aus dem Leben der Maria ließ er sich von italienischen barocken Gemälden inspirieren. Interessant ist dabei, wie er die Architektur in seinen Deckengemälden weiterführt.
József Hebenstreit trägt sowohl für das Chorgestühl als auch für die Skulpturen am Hauptaltar die Verantwortung. Die Skulpturen, welche Hebenstreit 1746 fertigstellte, sollen die Eremiten Paulus und Antonius darstellen.
Schaut man in Richtung Altar, findet sich eine Kopie der Schwarzen Madonna von Tschenstochau. Das Entstehungsjahr dieser Skulptur schätzt man auf 1720.
Verlässt man das Kirchengebäude, so findet man sich vor dem ehemaligen Paulinerkloster wieder. Matthias Drenker wurde im 18. Jahrhundert damit beauftragt das Kloster für den Paulinerorden zu errichten. Da der Paulinerorden jedoch 1786 von Joseph II. aufgelöst wurde, stand das Kloster ab diesem Zeitpunkt leer. Ab dem Jahr 1805 wird es von der theologischen Fakultät der Ungarischen Universität Budapest genutzt.